# فالنتين هنري
فالنتين هنري (بالفرنسية: Valentin Henry)‏ (18 سبتمبر 1993 ببريست في فرنسا - ) هو لاعب كرة قدم فرنسي في مركز الوسط.

## روابط خارجية
- فالنتين هنري على موقع قاعدة بيانات كرة القدم.إي يو (الإنجليزية)
- فالنتين هنري على موقع ليكيب (الفرنسية)
- فالنتين هنري على موقع Soccerway.com (الإنجليزية)